# Ars (Creuse)
 Ars  (en occitano Arç) es una población y comuna francesa, en la región de Lemosín, departamento de Creuse, en el distrito de Aubusson y cantón de Saint-Sulpice-les-Champs.
Está integrada en la Communauté de communes d’Aubusson-Felletin.

## Demografía[3]
| 1 139 | 1 061 | 1 065 | 1 191 | 1 163 | 1 115 | 1 202 | 1 174 | 1 097 | 1 059 | 1 081 | 1 032 | 1 015 | 1 014 | 1 006 | 1 009 | 1 004 | 931 | 964 | 875 | 817 | 701 | 619 | 615 | 540 | 459 | 397 | 336 | 265 | 250 | 247 | 247 | 252 |
| Para los censos de 1962 a 1999 la población legal corresponde a la población sin duplicidades (Fuente: INSEE [Consultar]) |       |       |       |       |       |       |       |       |       |       |       |       |       |       |       |       |     |     |     |     |     |     |     |     |     |     |     |     |     |     |     |     |

## Lugares y monumentos
- Iglesia de San Bartolomé, románica. Fue donada por el obispo de Limoges Sabrand Chabot al abad de San Marcial de Limoges en 1178. Sufrió algunas modificaciones en los siglo XV y XVI.[1]